# Торф перехідний
Торф перехідний (рос. торф переходный, англ. transitional peat; нім. Übergangstorf m, Übergangsmoortorf m) — генетичний тип торфу, в ботаніч. складі якого міститься від 10 до 90 % залишків оліготрофних рослин, а інше — залишки рослин евтрофного типу або мохів мезотрофної групи (Sphagnum jensenii, Sph. flexuosum, Sph. fallax, Sph. palustre, Sph. imbricatum, Sph. centrale, Sph. russowii). Міра розкладання змінюється від 10 до 55 %, зольність 4,7±2,6 %, теплота згоряння 23,7±0,13 МДж/кг. За вмістом мікроелементів, бітумів і інш. речовин Т.п. займає проміжне положення між верховими і низинними типами відповідних груп (деревної, трав'яної, мохової і інш.) торфів. Торф перехідний частіше зустрічаються у вигляді прошарків між торфами верхового і низинного типів, рідше утворює самост. поклади, займаючи околичні зони або окр. дільниці торфовищ. Поклади Торфу перехідного зустрічаються в Зах. Сибіру, Карелії та ін. Використовують як паливо і для торфомінеральних добрив.

## Інші види торфу
| - Фускум-торф - Фрезерний торф - Магелланікум-торф - торф вербовий - торф верховий - торф гіпновий | - торф деревний - торф деревно-моховий - торф деревно-трав'яний - торф мезотрофний - торф моховий - торф низинний - торф перехідний | - торф похований - торф сфагновий - торф трав'яний - торф тростинний - торф хвощевий - торф шейхцерієвий - торф ялинковий |